# Zytglogge
Zytglogge – średniowieczna wieża w Bernie w Szwajcarii. Została zbudowana na początku XIII wieku, pełniła rolę wieży strażniczej, więzienia, wieży zegarowej, centrum życia miejskiego i atrakcji turystycznej. 
Pomimo wielu przebudów i remontów, które przeszła podczas 800 lat od momentu powstania, Zytglogge jest jednym z najbardziej rozpoznawalnych symboli Berna i najstarszym zabytkiem miasta z XV-wiecznym zegarem astronomicznym, który jest główną atrakcją turystyczną. Wieża ma status zabytku i jest częścią Starego Miasta w Bernie, które zostało wpisane na Listę Światowego Dziedzictwa Kulturowego UNESCO. 

## Historia

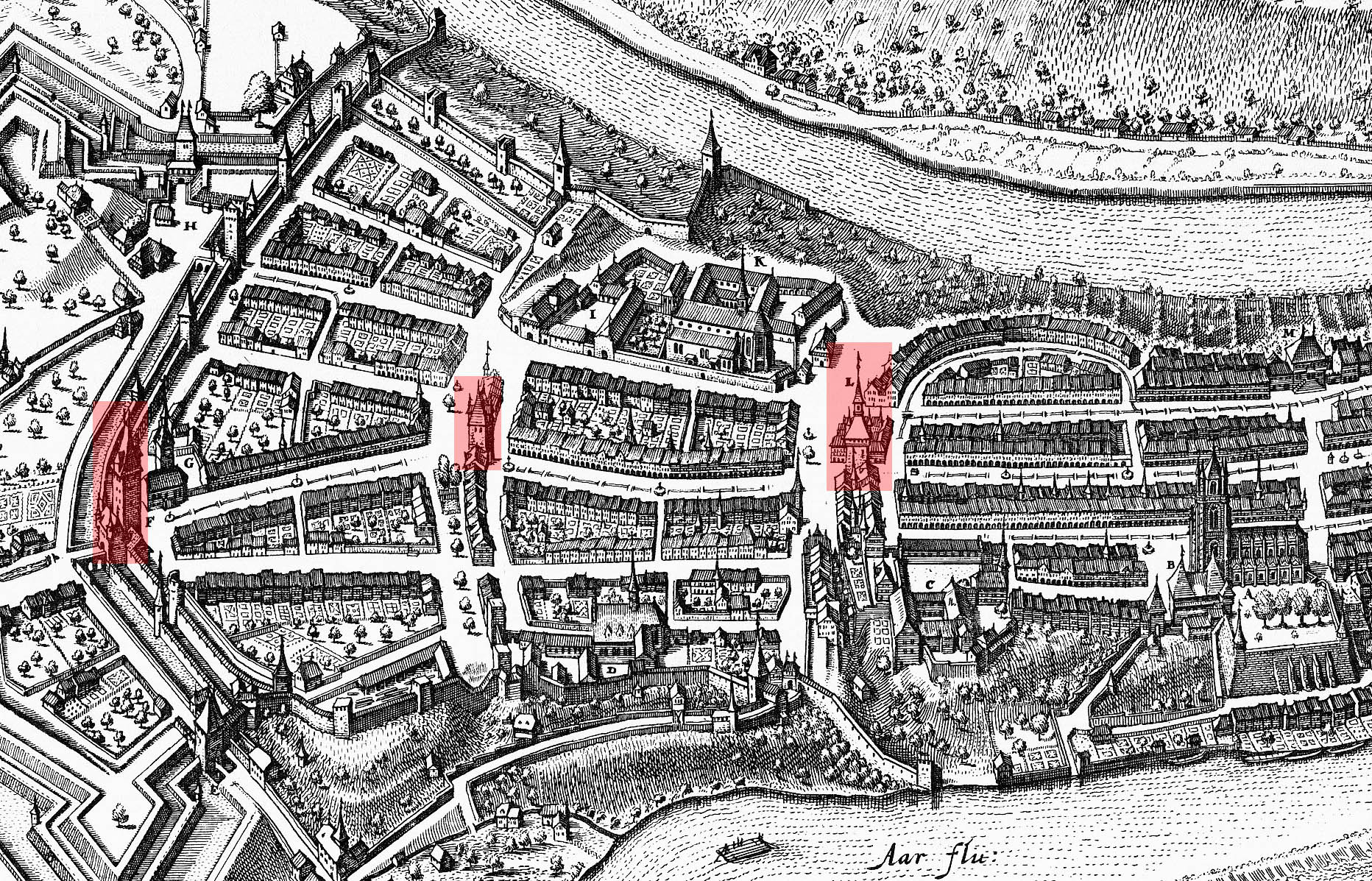
Berno w 1638 roku z trzema średniowiecznymi wieżami strażniczymi, od lewej do prawej: Christoffelturm, Käfigturm, Zytglogge (Zobacz pełną mapę)

Po zbudowaniu około 1218–1220 Zytglogge pełniła rolę bramy w zachodniej części fortyfikacji Berna, które powstały po rozbudowie miasta na zachód po uniezależnieniu się od Cesarstwa Rzymskiego. W tym czasie Zytglogge była niskim budynkiem mającym zaledwie 16 metrów wysokości. Szybki rozwój miasta i dalsza rozbudowa fortyfikacji (aż do Käfigturm) spowodowały, że około 1270–75 roku wieża straciła znaczenie obronne i wtedy podniesiono ją o 7 metrów, aby przewyższyła okoliczne domy. 
Jednak dopiero po przedłużeniu zachodniej linii obrony miasta w okresie 1344–1346 do zniszczonego obecnie Christoffelturm, Zytglogge została przekształcona w więzienie dla kobiet, w szczególności dla kobiet skazanych za stosunki seksualne z duchownymi. W tym czasie Zytglogge została pokryta pierwszym spadowym dachem. 

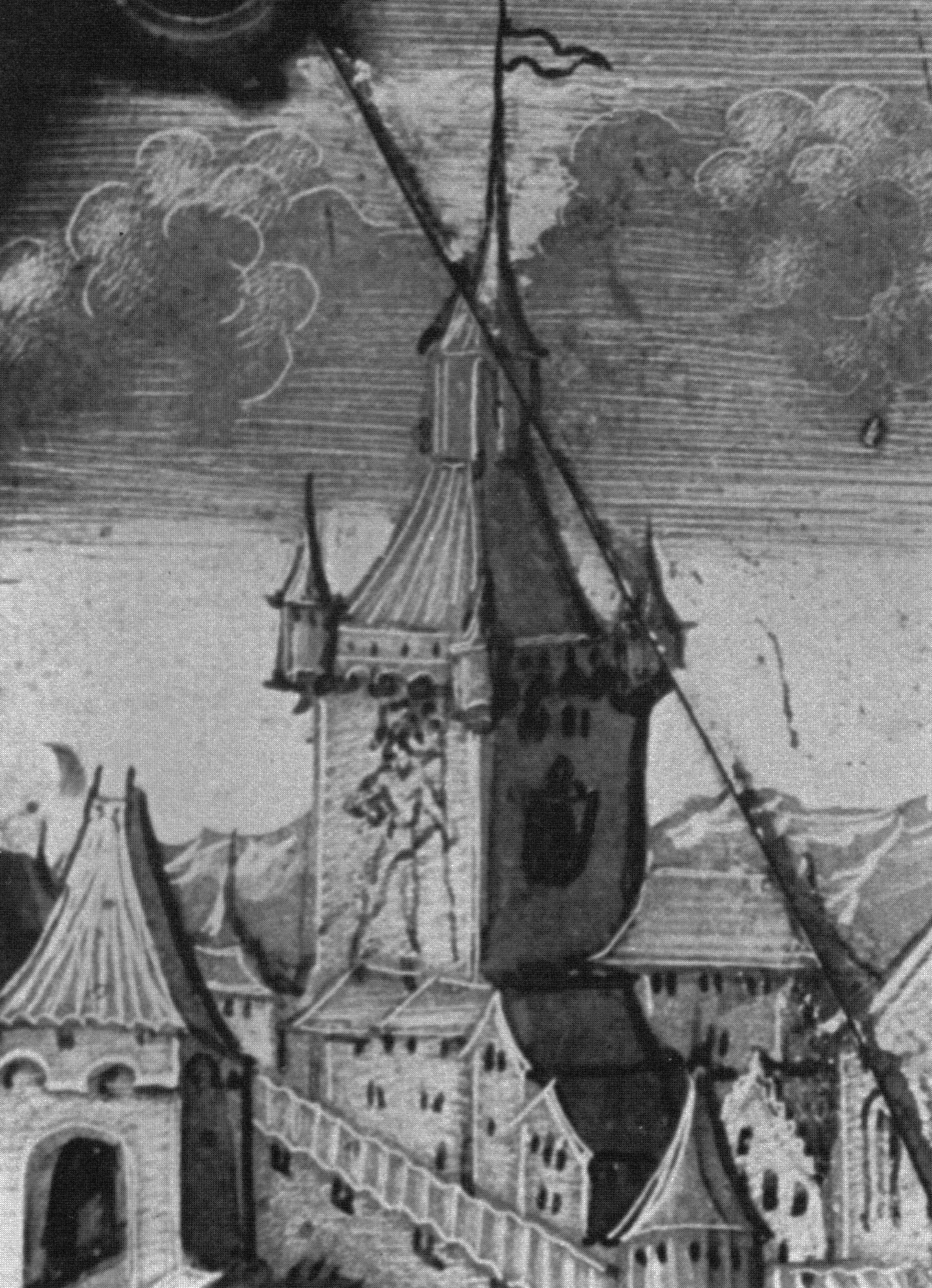
Zytglogge obraz na szkle z 1542 roku

W wielkim pożarze z 1405 roku wieża spłonęła całkowicie. Doznała poważnych uszkodzeń konstrukcyjnych, które wymagały gruntownych napraw, a nie zostały osunięte aż do renowacji w 1983 roku. Cele więzienne zostały opuszczone, a na początku XV wieku został zainstalowany nad bramą zegar. Był to prawdopodobnie prosty zegar astronomiczny z mechanizmem grającym. I właśnie ten zegar wraz z dużym dzwonem z 1405 roku nadał Zytglogge nazwę, która w gwarze szwajcarskiej oznacza „dzwonek czasu”. 
Pod koniec XV wieku Zytglogge i inne wieże bram berneńskich zostały rozbudowane i zmieniono ich wygląd zgodnie z obowiązującym w Burgundii stylem. Zytglogge otrzymało nową latarnię, cztery ozdobne wieże narożne na dachu, dekoracje heraldyczne i prawdopodobnie klatkę schodową. Zegar astronomiczny został wówczas rozbudowany do obecnego stanu. W latach 1527–1530 zegar został zupełnie przebudowany przez Kaspara Brunnera, a wieża została wzmocniona, aby utrzymała obciążenie zamontowanego mechanizmu. 

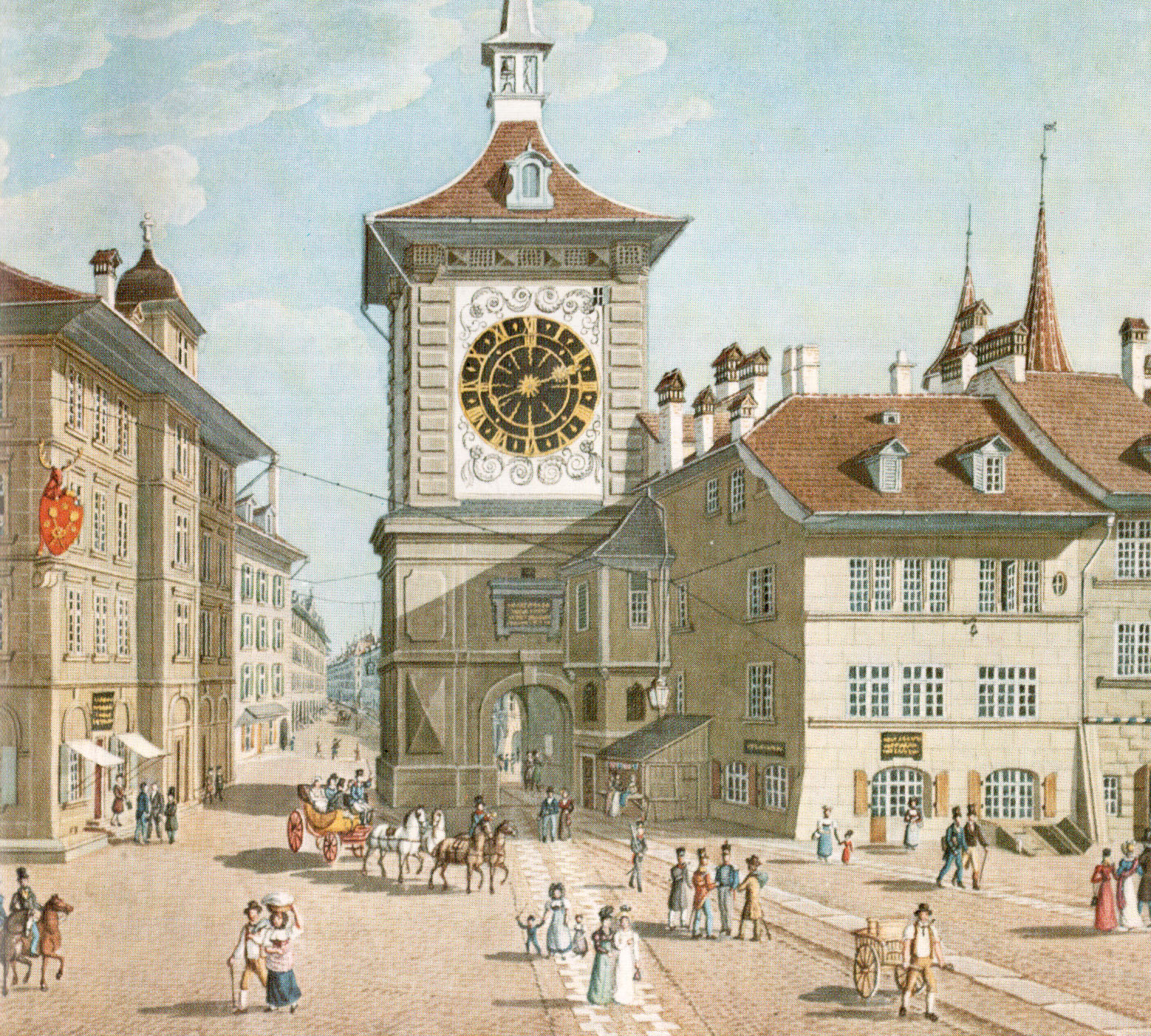
Zachodnia fasada Zytglogge w 1830 roku, po przebudowie z 1770 roku

Fasada Zytglogge została przemalowana przez Gottharda Ringgli i Kaspara Haldensteina w latach 1607–1610, dodali oni również duże tarcze zegarowe, które teraz dominują na wschodniej i zachodniej fasadzie wieży. Narożne wieżyczki zostały usunięte przed 1603 rokiem. W latach 1770–1771 remont Zytglogge przeprowadzili Niklaus Hebler i Ludwig Emanuel Zehnder, którzy nadali wieży obecny wygląd w stylu późnego baroku. 
Wygląd fasady został ponownie zmieniony na styl rokokowy w 1890 roku przez Rudolfa von Steigera. Idealizm historyzmu nie został zaakceptowany w XX wieku, dlatego w konkursie ogłoszonym w 1929 roku powstały projekty fasady, istniejące do dzisiaj: na fasadzie zachodniej umieszczono fresk Victora Surbka Początek czasu, a na wschodniej fasadzie rekonstrukcję projektu Kurta Indermühle z 1770 roku. W latach 1981–1983 Zytglogge została gruntownie wyremontowana i przywrócono mu wygląd z 1770 roku. W okresie adwentu i od Wielkanocy do końca października jest oświetlona po zmroku.  
Kolejny remont wieży miał miejsce w 2018 roku. Należało wykonać remont fasady, a podczas remontu dachu wymieniono uszkodzone dachówki oraz dach nad oknem wykuszowym po wschodniej stronie wieży. Obraz Victora Surbka został wyczyszczony i odnowiony. Wykonano remont astrolabium ze względu na postępujący proces korozji. Prace nie mogły być wykonane na miejscu, dlatego części zdemontowano i wyremontowano. Remont kosztował około 290 000 franków. Konieczne było ustawienie specjalnego rusztowania wokół wieży. Podczas remontu odrestaurowano również poruszające się figury. Na podstawie analizy starych fotografii zmieniono szablę w ręku przywódcy niedźwiedzi na włócznię. W październiku 2018 roku wykonano remont mechanicznych części zegara. 

### Nazwa
Gwarowe Zytglogge to niemieckie Zeitglocke. Pierwszy człon "Zeit" oznacza czas, a „Glocke” to po niemiecku „dzwon”. „Dzwonek czasu” był jednym z pierwszych publicznych zegarów, wybijającym czas o pełnej godzinie. Nazwa Zytglogge została po raz pierwszy zapisana w 1413 roku. Wcześniej wieża była nazywana kebie („klatka”, tj. więzienie), a po rekonstrukcji po 1405 roku Nüwer turm („nowa wieża”). 

## Fasada

### Wygląd zewnętrzny

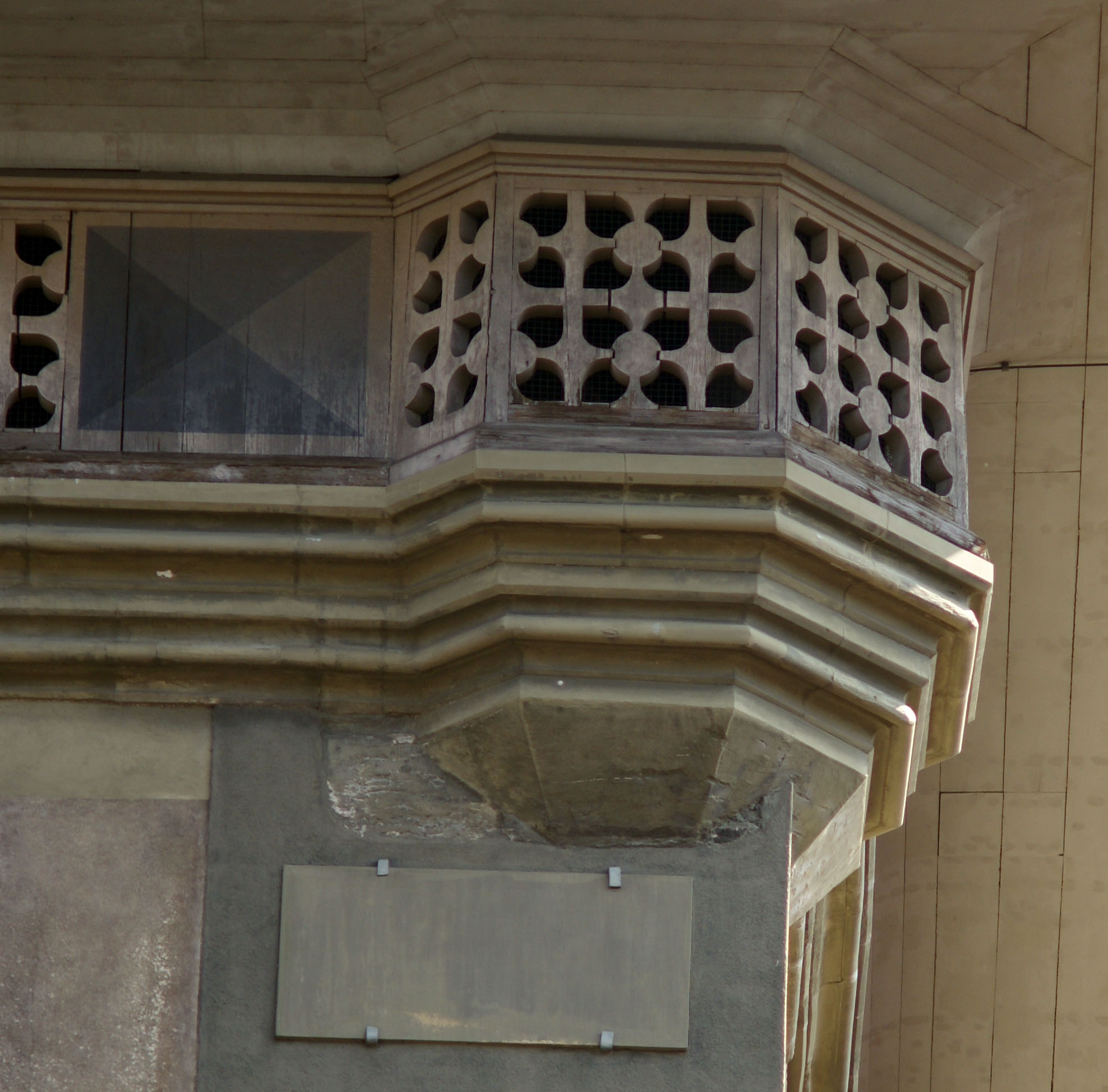
Detal: drewniany gotycki gzyms

Zytglogge ma 54,5 m całkowitej wysokości i 24 m do krawędzi dachu. Piętra w kształcie prostokąta mierzą 11,2 na 10,75 m. Grubość ścian znacznie się różni, bo ma od 260 cm po stronie zachodniej, tam gdzie wieża była częścią murów miejskich, do 65 cm po stronie wschodniej. 
Na wygląd zewnętrzny Zytglogge największy wpływ miała renowacja z 1770 roku. Tylko późnogotycki gzyms pod dachem i wieża schodowa są świadkami wcześniejszej historii wieży. 
Główny korpus wieży podzielony jest na dwukondygnacyjny cokół, którego zewnętrzna część jest wykonana z alpejskiego wapienia, a trzypiętrowy górny szyb wieży został pokryty piaskowcem. Wydaje się, że masywne bloki narożne są elementami dekoracyjnymi utrzymywanymi na miejscu przez widoczne żelazne haczyki. Gzyms pod dachem rozciąga się wokół wciąż widocznych podstaw dawnych narożnych wieżyczek. Dwupiętrowy strych jest pokryty czerwoną dachówką, późnogotycką iglicą, w której dwa okna wychodzą na zachód i wschód. Zwieńczona jest ozdobnymi pojemnikami z gałkami zrekonstruowanymi w 1983 roku według rysunków z XVIII wieku. 
Na szczycie iglicy, drewniany pinakiel, miedziany od 1930 roku, wznosi się o dodatkowe 15 m w niebo, jest zwieńczony pozłacaną gałką i wiatrowskazem z wyciętym herbem Berna. 

### Dzwony i dzwonnik

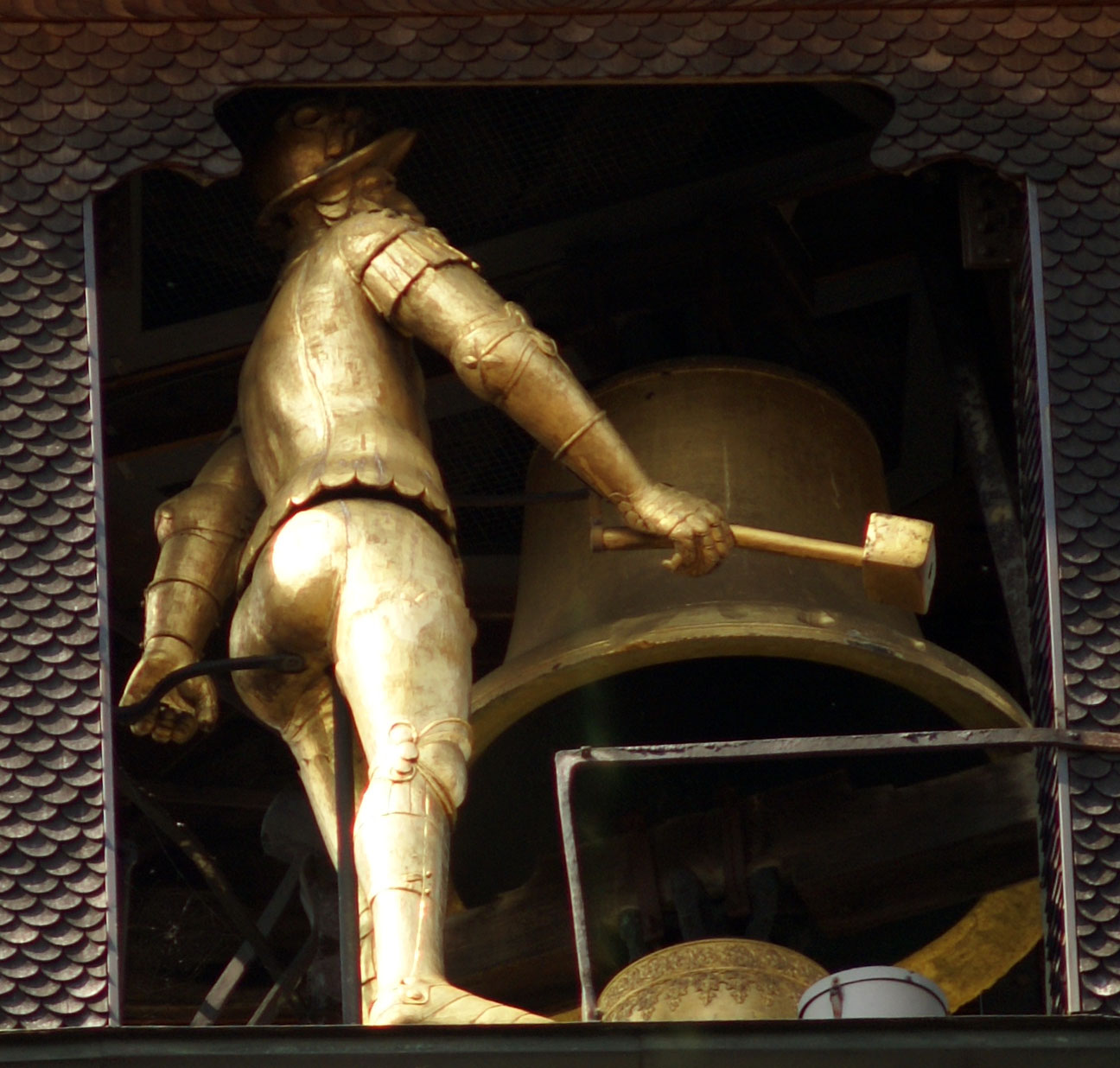
Pozłacany Jacquemart i dzwonek godzinny. Poniżej górna część mniejszego ćwierćgodzinnego dzwonka

Dwa odlane z brązu dzwony wieży wiszą na szczycie kopuły.   

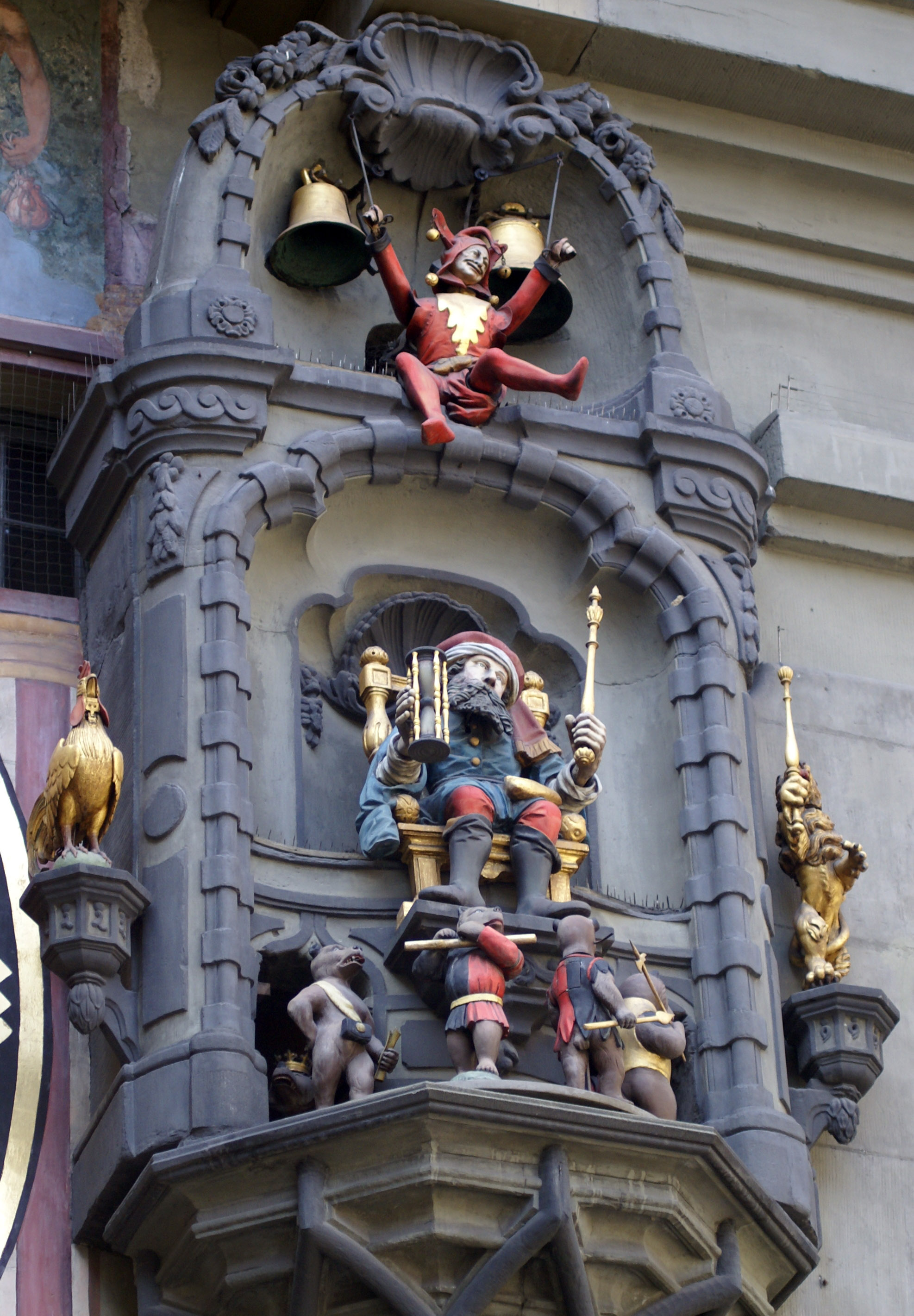
Dzwony Zytglogge

Wielki dzwon godzinny, odlany przez Johanna Rebera, pozostał niezmieniony od czasu odbudowy wieży po 1405 roku. Ma średnicę 127 cm, waży 1400 kg i ton uderzeniowy e '. Łaciński napis na dzwonie można przetłumaczyć: 
 „W miesiącu październiku roku 1405, zostałem obsadzony przez Mistrza Jana, zwanego Reber z Aarau. Jestem naczyniem i woskiem, a wszystkim mówię godziny dnia”. 
 Gdy co godzinę dzwoni wielki dzwon, w który uderza duży młot napędzany przez mechanizm zegarowy, przechodnie widzą złotą postać w zbroi, która uderza w dzwon. Figura brodatego Chronosa, greckiej personifikacji czasu, jest tradycyjnie nazywana przez Berneńczyków Hansem von Thannem. Drewniany dzwonnik, który kilkakrotnie był wymieniany, stał się elementem Zytglogge po odnowieniu zegara astronomicznego w 1530 roku. Jego mechanizm odpowiada za ruch figurki. Oryginalny drewniany Chronos mógł zostać stworzony przez mistrza Albrechta von Nürnberga, podczas gdy obecny i najnowszy Hans to rekonstrukcja barokowego oryginału z 1930 roku. Dzwonnik, podobnie jak dzwony, został pozłocony około 1770 roku. 
Poniżej wisi mniejszy ćwierćgodzinny dzwonek, w który również uderza zegarowy młotek. Został odlany w 1887 roku i zastąpił pęknięty oryginał pochodzący z 1486 roku.

### Tarcze zegarowe i dekoracje fasadowe

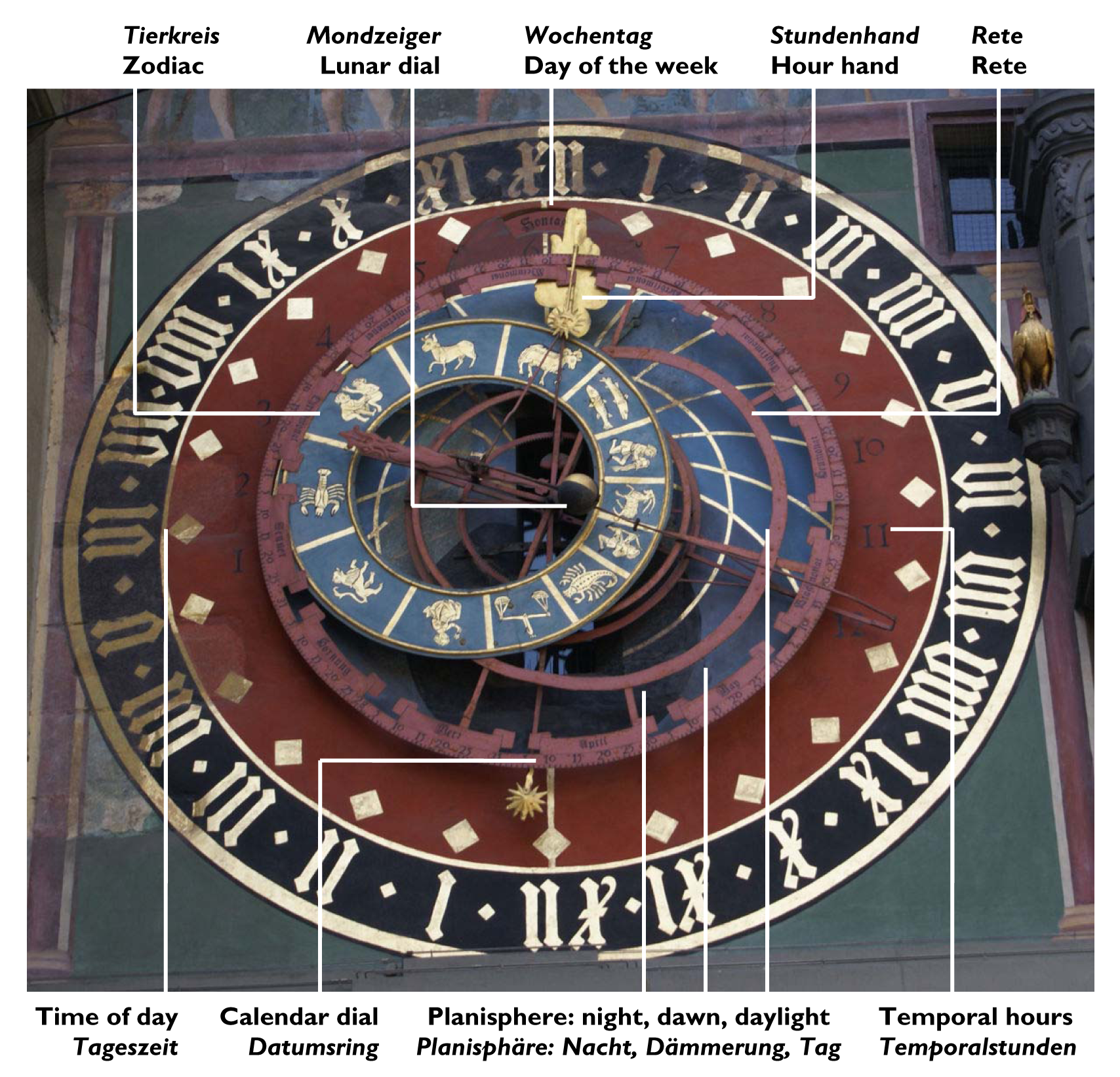
Zdjęcie tarczy astronomicznej z oznaczeniem części

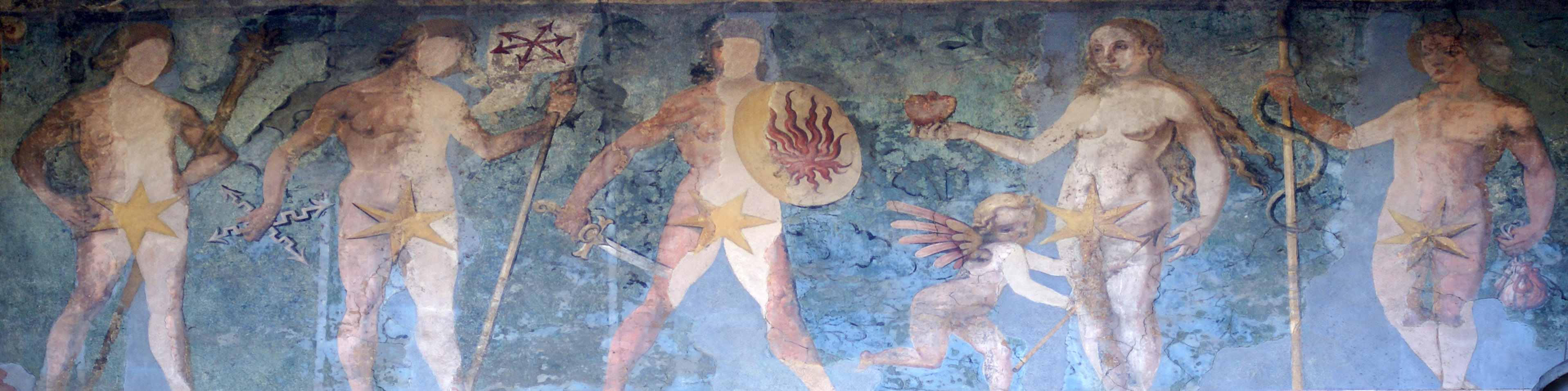
Fryz z Saturnem, Jowiszem, Marsem, Wenus i Merkurym

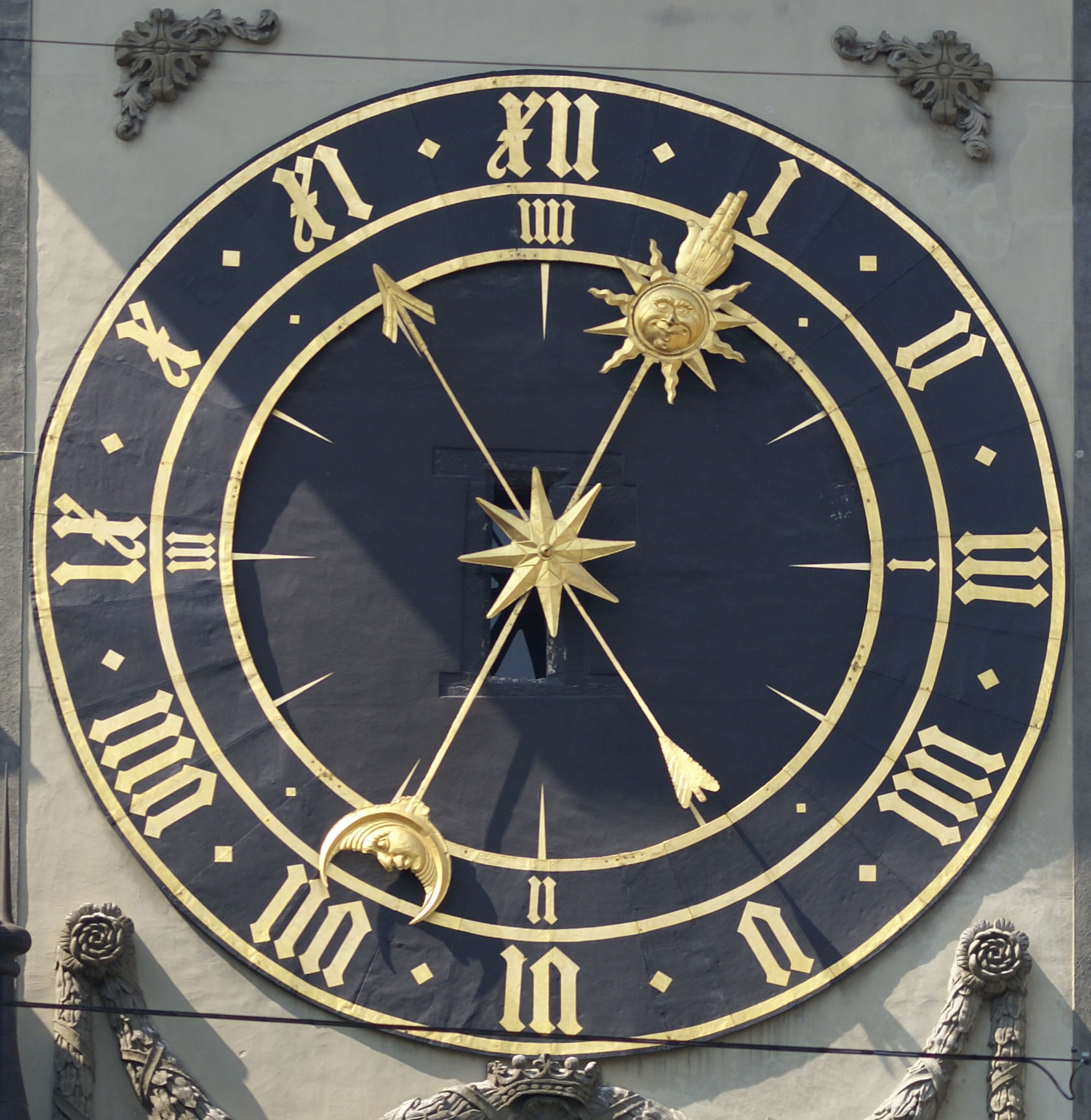
Wschodnia tarcza.

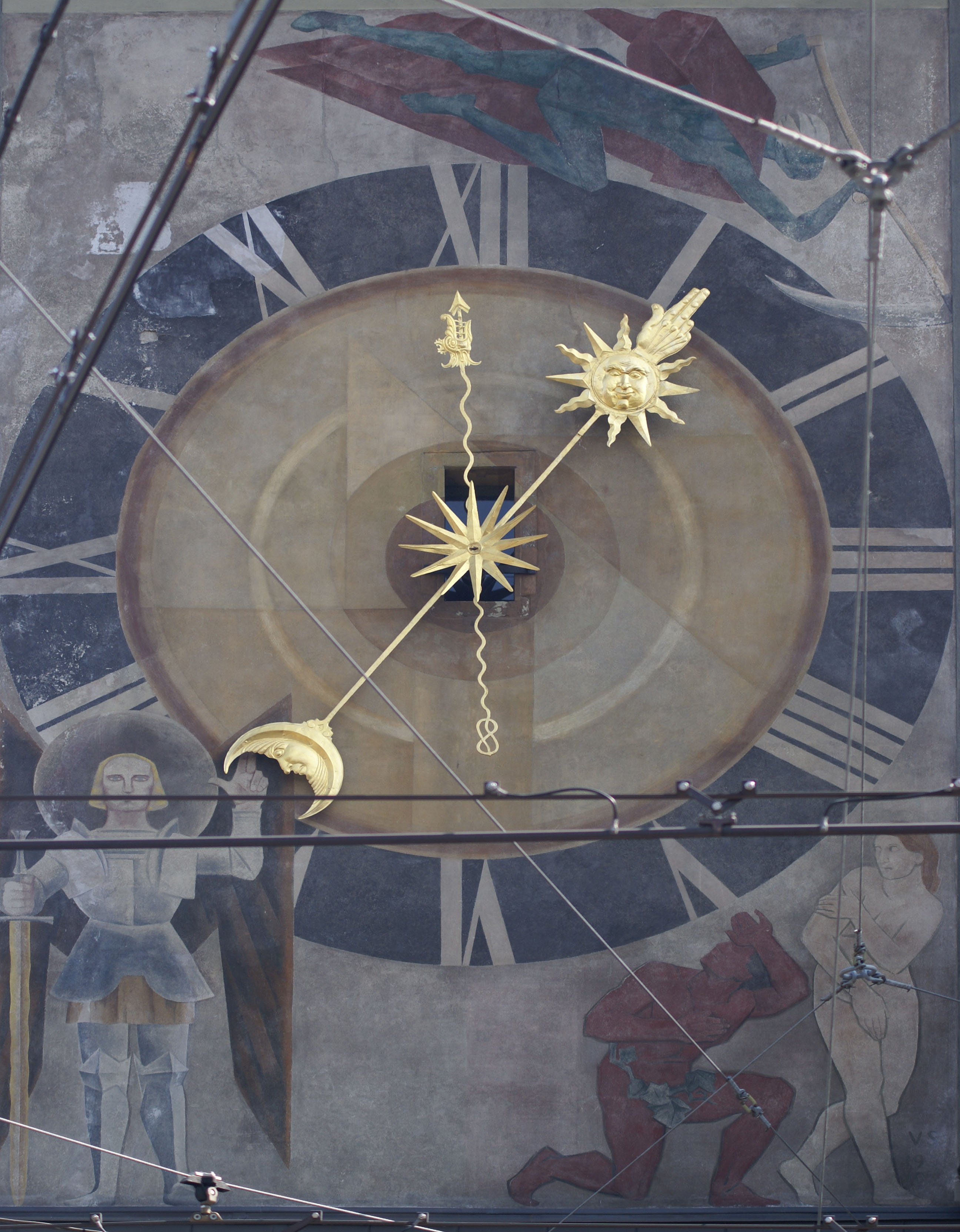
Zachodnia tarcza zegarowa (widoczna jest sieć tramwajowa i trolejbusowa).

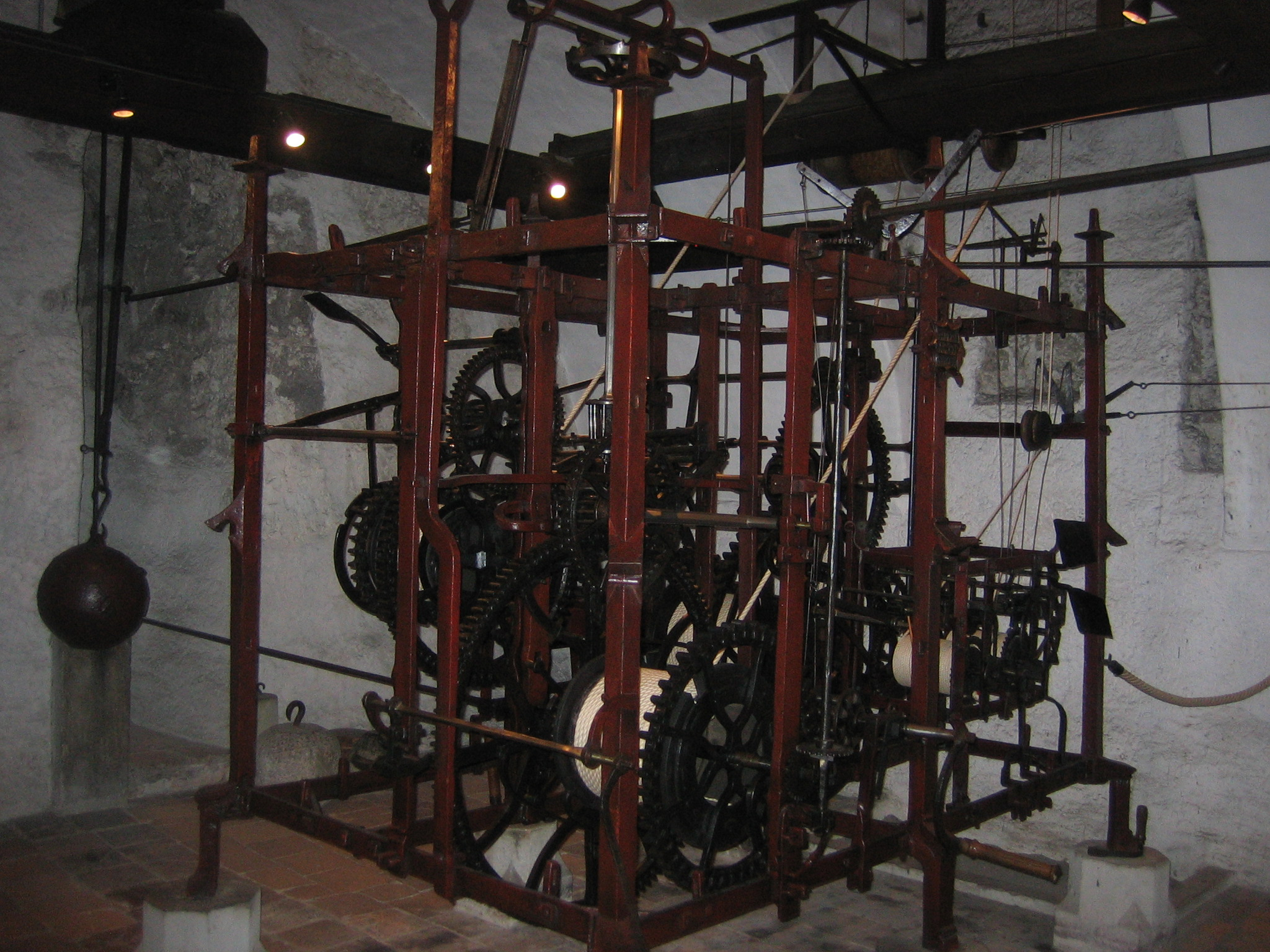
Mechanizm wykonany in situ w 1530 roku przez Kaspara Brunnera, wahadło „kula armatnia” po lewej stronie.

Nad obiema głównymi fasadami, wschodnią i zachodnią, dominują potężne tarcze zegarowe. Pierwotnie tarcza zegara Zytglogge znajdowała się prawdopodobnie na cokole, ale została przeniesiona na środek ściany podczas XV-wiecznej rekonstrukcji wieży. 
Wschodnia tarcza zegara składa się z zewnętrznego pierścienia dużych złotych cyfr rzymskich, na którym większa wskazówka wskazuje godziny, i wewnętrznego pierścienia, na którym mniejsza wskazówka wskazuje minuty. Złote słońce na wskazówce godziny obraca się tak, aby zawsze było skierowane w górę. Poniżej tarczy zegara widać profil założyciela miasta Duke'a Berchtolda V z Zähringen. Podczas gdy dekoracja tarczy zegara zmieniała się podczas kolejnych renowacji, obecny układ (po 1983 roku) jest zasadniczo taki jak w 1770 roku.    
W zachodniej tarczy są podobne wskazówki, ale jest ona integralną częścią fresku Victora Surbek z 1929 roku „Początek czasu”. Obraz przedstawia Chronosa opadającego z rozwianą peleryną, a poniżej tarczy zegara, wygnanie Adama i Ewy z raju przez anioła. 

### Zegar astronomiczny
Zegar astronomiczny w Zytglogge został zbudowany w formie astrolabium. Wspiera je rzutowana stereograficznie planisfera podzielona na trzy strefy: nocne niebo, błękitna strefa świtu i jasnoniebieskie niebo. Niebo poprzecinają złote linie horyzontu, świt, równoleżniki i godziny, które dzielą dzień na dwanaście godzin i których długość różni się w zależności od pory roku. 
Wokół planisfery porusza się rete, metalowe wycięcie przypominające zodiak, które ma również tarczę kalendarza juliańskiego. Wskazówka powyżej rete pokazuje jaki jest dzień tygodnia. Ponieważ mechanizm zegarowy nie potrafi wskazywać dni przestępnych, wskazówka kalendarza musi być ręcznie przesuwana w roku przestępnym w dniu 29 lutego. Tarcza księżycowa okrąża wewnętrzny pierścień zodiaku, wskazując fazę księżyca. Główna wskazówka zegara wskazuje porę dnia na zewnętrznym pierścieniu 24 złotych cyfr rzymskich, których cyfry od I do XII powtarzają się dwukrotnie. Znajdują się na niej dwa słońca, mniejsze wskazuje datę na tarczy kalendarza rete. Większe okrąża zodiak w ciągu roku, a także obraca się po planisferze raz dziennie. Przekraczanie przez nie linii horyzontu i świtu dwa razy dziennie wskazuje czas wschodu i zachodu słońca. 
Na fryzie namalowanym nad zegarem astronomicznym umieszczono pięć starożytnych bóstw, z których każde reprezentuje zarówno dzień tygodnia, jak i planetę w kolejności zgodnej z kosmologią Ptolemeusza. Od lewej do prawej możemy zobaczyć: Saturna z sierpem, który oznaczał sobotę, Jowisza z piorunami – czwartek, Marsa z mieczem i tarczą – wtorek, Wenus z Kupidynem – piątek i Merkurego z kaduceuszem i workiem z pieniędzmi – środę. Obraz został odnowiony w 1983 roku. Tylko matowe obszary na tarczy zegara zostały pozostawione niezmienione.

### Datowanie
Tarcza zegara jest datowana na okres odbudowy wieży czyli 1405 lub 1467-1483 lub na czas instalacji mechanizmu zegarowego przez Brunnera w 1527-1530. Ueli Bellwald zauważa, że planisfera używa projekcji południowej, co było charakterystyczne dla XV-wiecznych zegarów astronomicznych, wszystkie późniejsze zegary tego typu używają projekcji północnej. To zdaje się potwierdzać czas powstania zegara po 1405 roku lub w latach 1467/83. 
Istnienie zegara na wieży potwierdza dokument z 1405 roku mówiący o instalacji na niej nowego dzwonu. 

## Wnętrze
Układ wnętrza Zytglogge zmienił się z czasem, odzwierciedlając zmiany przeznaczenia wieży od wieży strażniczej, przez więzienie miejskie do wieży zegarowej. Trzynastowieczna wieża strażnicza nie była niczym więcej niż murami otwartymi w kierunku miasta po stronie wschodniej. Dopiero w XIV wieku wstawiono stropy czterech kondygnacji. 
Pomieszczenia nad mechanizmem zegarowym były do końca XX wieku używane przez zarząd miasta do różnych celów, między innymi jako archiwum, magazyny, a nawet jako schron przeciwlotniczy. Wnętrze było często przebudowywane w nieostrożny, wręcz wandalistyczny sposób; na przykład zniszczone zostały trzy oryginalne drewniane belki podtrzymujących pośrednie piętra. Od 1979 roku wnętrze wieży jest znów puste. Wejście jest możliwe tylko w celu przeprowadzenia konserwacji i podczas regularnych wycieczek z przewodnikiem. 

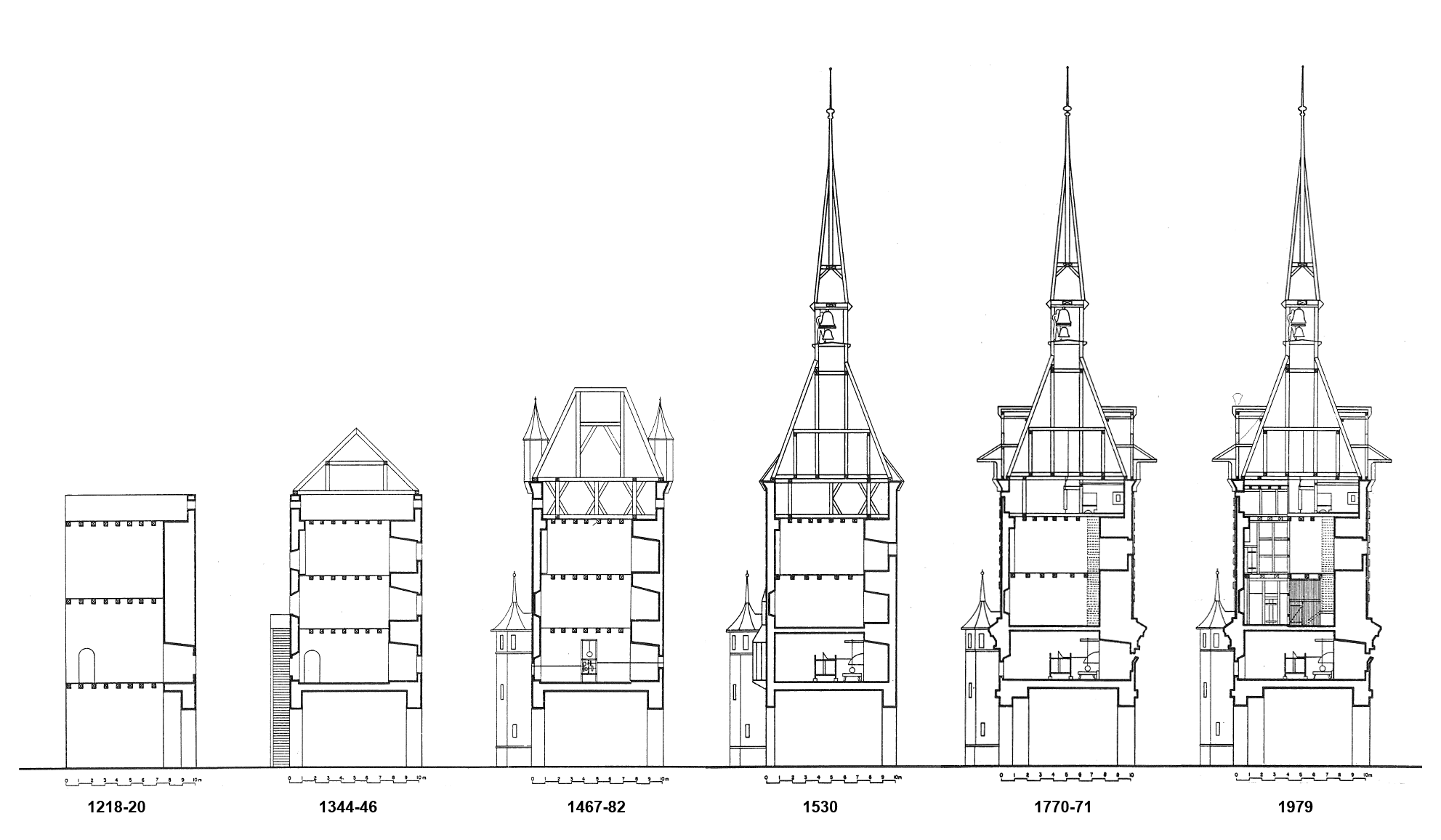
Przekrój Zytglogge na wschód / zachód po każdej z głównych faz budowy i w 1979